# Mountain View (Alberta)
Pour les articles homonymes, voir Mountain View.
Mountain View est un hameau (hamlet) du Comté de Cardston, situé dans la province canadienne d'Alberta.

## Démographie
En tant que localité désignée dans le recensement de 2011, Mountain View a une population de 80 habitants dans 32 de ses 38 logements, soit une variation de 300.0% par rapport à la population de 2006. Avec une superficie de 1,361 8 km2, le hameau possède une densité de population de 58,745 8 hab/km2 en 2011.
Concernant le recensement de 2006, Mountain View abritait 20 habitants dans 14 de ses 16 logements. Avec une superficie de 1,361 8 km2, le hameau possédait une densité de population de 14,7 hab/km2 en 2006.